# Director of Central Intelligence
Der Director of Central Intelligence (DCI) war von 1946 bis zum 21. April 2005 ein Amt innerhalb der Regierung der Vereinigten Staaten, das seit 1947 vom jeweiligen Direktor der Central Intelligence Agency wahrgenommen wurde.
Der Director of Central Intelligence fungierte sowohl als Direktor des Auslandsnachrichtendienstes Central Intelligence Agency als auch ab 1981 als übergeordneter Leiter der – zu dieser Zeit – 15 einzelnen US-amerikanischen Geheimdienste – der so genannten Intelligence Community – und beriet den US-Präsidenten in nachrichtendienstlichen Angelegenheiten.

## Splittung des Amts in D/CIA und DNI
2004 empfahl die 9/11-Kommission, die den Verlauf der Terroranschläge am 11. September 2001 untersuchte und darstellte, das Amt des Director of Central Intelligence aufzuteilen. Dies geschah mit dem Intelligence Reform and Terrorism Prevention Act von US-Präsident George W. Bush am 17. Dezember 2004.
Daraus gingen die Ämter Director of National Intelligence (kurz: DNI) und Director of the Central Intelligence Agency (kurz: D/CIA) hervor.

## Liste derDirectors of Central Intelligence
- 1946: Sidney William Souers
- 1946–1947: Hoyt S. Vandenberg
- 1947–1950: Roscoe H. Hillenkoetter
- 1950–1953: Walter Bedell Smith
- 1953–1961: Allen Welsh Dulles
- 1961–1965: John McCone
- 1965–1966: William Raborn
- 1966–1973: Richard Helms
- 1973: James R. Schlesinger
- 1973–1976: William E. Colby
- 1976–1977: George Bush
- 1977–1981: Stansfield Turner
- 1981–1987: William J. Casey
- 1987–1991: William H. Webster
- 1991–1993: Robert Gates
- 1993–1995: James Woolsey
- 1995–1997: John M. Deutch
- 1997–2004: George Tenet
- 2004: John E. McLaughlin
- 2004–2005: Porter Goss